# Austrolimnophila cyclopica
Austrolimnophila cyclopica là một loài ruồi trong họ Limoniidae. Chúng phân bố ở miền Australasia.